# Huanghua
Huanghua (chinesisch 黄骅市, Pinyin Huánghuá Shì) ist eine kreisfreie Stadt, die zum Verwaltungsgebiet der bezirksfreien Stadt Cangzhou in der nordchinesischen Provinz Hebei gehört. Das Verwaltungsgebiet der Stadt hat eine Fläche von 2.322 km² und 548.507 Einwohner (Stand: Zensus 2010). Huanghua hat einen bedeutenden Handelshafen.

## Administrative Gliederung
Auf Gemeindeebene setzt sich Huanghua aus drei Straßenvierteln, vier Großgemeinden, vier Gemeinden und drei Nationalitätengemeinden zusammen. Diese sind:
- Straßenviertel Huazhong (骅中街道 = "Zentral-Hua");
- Straßenviertel Huadong (骅东街道 = "Ost-Hua");
- Straßenviertel Huaxi (骅西街道 = "West-Hua");
- Großgemeinde Huanghua (黄骅镇), Sitz der Stadtregierung;
- Großgemeinde Nanpaihe (南排河镇);
- Großgemeinde Jiucheng (旧城镇 = "Altstadt");
- Großgemeinde Lüqiao (吕桥镇);
- Gemeinde Guanzhuang (官庄乡);
- Gemeinde Changguo (常郭乡);
- Gemeinde Qijiawu (齐家务乡);
- Gemeinde Tengzhuangzi (滕庄子乡);
- Gemeinde Yang’erzhuang der Hui (羊二庄回族乡);
- Gemeinde Xincun der Hui (新村回族乡);
- Gemeinde Yangsanmu der Hui (羊三木回族乡).